# Cmentarz Hietaniemi
Cmentarz Hietaniemi (fiń. Hietaniemen hautausmaa, szw. Sandudds begravningsplats) – cmentarz w dzielnicy Töölö w Helsinkach. Na cmentarzu odbywają się oficjalne pogrzeby państwowe. Część cmentarza stanowi cmentarz wojskowy dla poległych w wojnie zimowej (1939–1940) i wojnie kontynuacyjnej (1941–1944). Na cmentarzu spoczywają również naukowcy, ludzie kultury oraz artyści, dla nich przeznaczone jest „wzgórze artystów”. Część cmentarza jest prawosławna.

## Prezydenci Finlandii spoczywający na cmentarzu
- Urho Kaleva Kekkonen
- Carl Gustaf Mannerheim
- Juho Paasikivi
- Lauri Kristian Relander
- Risto Ryti
- Kaarlo Juho Ståhlberg